# Anillo para el pene

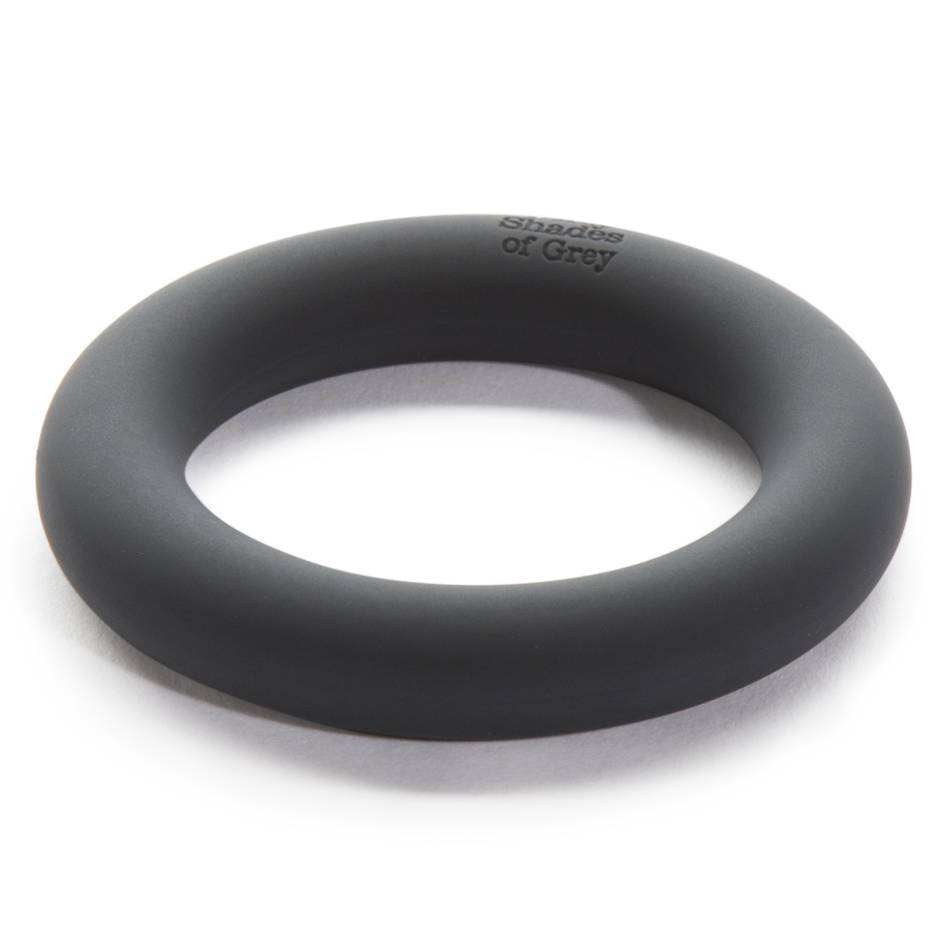
Anillo elástico para el pene.

Un anillo para el pene es un juguete sexual que se coloca alrededor del pene; en la base: uno en frente o detrás del escroto, o dos, uno en cada parte. El uso de este anillo ayuda a aumentar el flujo de sangre en el pene permitiendo mantener una erección durante más tiempo, prevenir la eyaculación y provocar un estímulo sexual.
Los anillos para el pene que se usan justo detrás de la corona del glande del pene se conocen como anillos para el glande, anillos para la cabeza o coronas para el pene. Un anillo que se usa alrededor del pene y el escroto también suele llamarse anillo para el pene. Estos anillos que se usan alrededor del escroto, para sujetar los testículos, generalmente se denominan manguitos testiculares o camillas de bolas.

## Usos

### Médico
El varón puede usar un anillo de erección para tratar la disfunción eréctil. Cuando se usa para la DE, se usa una bomba de vacío especialmente diseñada para producir una erección mediante una simple acción mecánica e hidrodinámica a pesar del daño vascular o nervioso, y el anillo se desliza fuera del cilindro de la bomba hacia la base del pene para mantener la erección antes de que se baje. Los testículos no están anillados en este caso. Cuando se usa con una bomba, siempre es recomendable un gel lubricante para ayudar a la bomba a mantener el vacío, de la misma manera que se usa grasa para vacío con una bomba de vacío en aplicaciones científicas. El gel también facilita que el anillo se deslice fuera de la bomba y, más tarde, lo retire del pene.

### Recreativo y sexual
Los anillos para el pene pueden usarse tanto en la masturbación como en relaciones sexuales para prolongar o mejorar las erecciones, retrasar el orgasmo o para la sensación de tensión y congestión que produce el uso de uno; los modelos vibratorios aplican vibración a la base del pene del hombre y a su pareja.
Una variación de anillo para el pene es el anillo triple o triple corona, que son adicionales para sujetar los testículos. Durante el orgasmo, los testículos suelen retraerse hacia el cuerpo antes de la eyaculación. Una triple corona modifica e intensifica la sensación del orgasmo al obligar a los testículos a mantenerse separados del cuerpo.

## Riesgos
Los vendedores de anillos para el pene y los médicos siempre recomiendan no llevarlos puestos durante más de media hora, quedarse dormido con él puesto, o usar drogas ilegales al mismo tiempo que se lleva puesto, puede ser realmente peligroso. Para asegurarse de que en caso de emergencia se pueda quitar, lo mejor es emplear anillos elásticos, ya que los anillos de materiales rígidos, a menos que cuenten con algún mecanismo para liberarse, pueden representar un serio problema. Además se recomienda depilarse o recortar el vello púbico para evitar que este se enrede o dé tirones al retirarlo, así como el uso de lubricante íntimo para que sea más fácil deslizarlo hasta la posición deseada.
Los anillos para el pene no deben utilizarse sin consentimiento médico en el caso de pacientes con problemas cardíacos o que toman alguna medicación especial para diluir la sangre (anticoagulantes). En cambio, en el caso de hombres con diabetes, no es raro que el médico recomiende el empleo de este tipo de accesorios para ayudar a fortalecer la erección.

## Materiales y tipos
Los anillos para el pene pueden estar fabricados en cuero, metal, plástico, goma, silicona o nailon. Muchos modelos incorporan accesorios como pequeños vibradores, dildos o bolas anales para ofrecer múltiples estimulaciones, y algunos incluso tienen forma de ocho para estrangular pene y testículos simultáneamente.
Los diseños van desde lo simple hasta lo complejo. Los anillos simples pueden quedar planos sobre una superficie, mientras que otros están ergonómicamente curvados para adaptarse a la comodidad de cada varón. Algunos diseños tienen forma de herradura con cierre. En la sección transversal, los anillos pueden variar de redondos a ovalados aplanados, este último ofrece más fricción en el pene y, por lo tanto, es menos probable que se deslice. Muchos de los anillos más nuevos también tienen diferentes accesorios y proyecciones. También hay anillos vibradores disponibles que pueden estimular los testículos al mismo tiempo.